# You Know My Name (Look Up the Number)
You Know My Name (Look Up the Number) (englisch für: Du kennst meinen Namen [Such die {Telefon-}Nummer heraus]) ist ein Lied der Beatles, das von John Lennon und Paul McCartney unter der Autorenangabe Lennon/McCartney geschrieben und am 6. März 1970 auf der B-Seite der Single Let It Be veröffentlicht wurde. Obwohl das Lied auf der vorletzten Single der Beatles überhaupt erschien, begannen die Aufnahmen für das Lied bereits drei Jahre zuvor im Mai 1967. Der Text des Liedes besteht fast ausschließlich aus der sich wiederholenden Zeile “You know my name, look up the number”.

## Komposition
Das Lied klingt nach einer Varieté-Nummer und gilt als eines der merkwürdigsten Lieder der Beatles. Es war die Idee von John Lennon, ein Lied mit nur einer einzelnen, sich wiederholenden Zeile zu schreiben. Er erzählte die Entstehungsgeschichte wie folgt:

“I was waiting for him in his house, and I saw the phone book was on the piano with ‘You know the name, look up the number.’ That was like a logo, and I just changed it.”

„Ich wartete auf ihn [Paul McCartney] in seinem Haus, und ich sah das Telefonbuch auf dem Klavier liegen mit ‚You know the name, look up the number‘ darauf. Das war wie ein Logo, und ich wandelte es einfach um.“

McCartney erzählte dem Beatles-Biografen Mark Lewisohn:

„You Know My Name (Look Up the Number) ist wahrscheinlich mein Lieblingslied der Beatles. Es ist so unsinnig. All diese Erinnerungen […] Ich meine, was würden Sie sagen, wenn ein Kerl wie John Lennon im Studio auftaucht und sagt: ‚Ich habe ein neues Lied.‘ Ich sagte: ‚Wie geht der Text?‘, und er antwortete: ‚You Know My Name (Look Up The Number)‘. Ich fragte: ‚Und der Rest?‘ ‚Nichts, kein anderer Text, dies ist der Text. Und ich will es wie ein Mantra spielen!‘“

Das Lied besteht aus mehreren Abschnitten, die als musikalische Referenzbekundungen an einige Wegbegleiter der Beatles erscheinen, darunter Mick Jagger und Trini Lopez. Im Abschnitt, der sich auf Trini Lopez bezieht, kündigt John Lennon Paul McCartney als „Dennis O’Bell“ an. Gemeint ist der Aufnahmeleiter bei dem Beatles-Film A Hard Day’s Night – der aber tatsächlich Denis O’Dell heißt. O’Dell fungierte auch als Aufnahmeleiter in dem Film Wie ich den Krieg gewann, in dem Lennon eine Hauptrolle spielte.

## Aufnahme
Alle vier Beatles spielten die verschiedenen Abschnitte des Liedes an vier Tagen vom 17. Mai bis zum 9. Juni 1967 ein. Zu einer Aufnahmesession zu dem Lied am 8. Juni 1967 luden sie Brian Jones von den Rolling Stones ein. Die Beatles erwarteten, dass der Gitarrist der Rolling Stones eine Gitarre mitbringen würde, stattdessen erschien er jedoch mit einem Saxophon, auf dem er ein Solo einspielte.
An dem Lied wurde zunächst zwei Jahre lang nicht weitergearbeitet, und es blieb unveröffentlicht. Am 30. April 1969 nahmen Lennon, McCartney sowie der Roadie der Beatles Mal Evans verschiedene Gesangsspuren und Effekte für das Lied auf. George Harrison und Ringo Starr nahmen an dieser Session nicht teil.
Obwohl das Lied nunmehr vervollständigt war, blieb es ein weiteres Jahr unveröffentlicht.

## Veröffentlichung
John Lennon beabsichtigte, das Lied Ende 1969 nicht unter dem Namen der Beatles, sondern unter dem Namen seiner eigenen Band Plastic Ono Band auf der A-Seite einer Single zu veröffentlichen. Auf der B-Seite sollte der 1968 aufgenommene und ebenfalls unveröffentlichte Titel What’s the New Mary Jane erscheinen. Am 26. November 1969 schnitt er aus der sechs Minuten und acht Sekunden langen Fassung von You Know My Name (Look Up The Number) eine kürzere Fassung, die knapp viereinhalb Minuten lang war. Die Veröffentlichung der Single wurde für den 5. Dezember 1969 von der Plattenfirma Apple Records angekündigt. Die restlichen Beatles Paul McCartney, George Harrison und Ringo Starr wussten nichts davon, dass Lennon zwei Lieder, die eigentlich von den Beatles aufgenommen wurden, nunmehr unter dem Namen der Plastic Ono Band erscheinen sollten und verhinderten erfolgreich die Veröffentlichung der Single.
Drei Monate später erschien am 3. März 1970 You Know My Name (Look Up the Number) in der von Lennon verkürzten Fassung nunmehr als B-Seite der Single Let It Be. Auf den ersten britischen Pressungen war sogar noch die ursprünglich für die Plastic Ono Band vorgesehene Katalognummer der Schallplatte zu sehen.
Bis 1996 war You Know My Name (Look Up the Number) ausschließlich in Mono erhältlich. 1996 wurde erstmals eine Stereoversion für die Anthology-Reihe gefertigt, die auch einen Großteil der von Lennon entfernten Abschnitte enthielt. Allerdings fehlten jetzt kurze Passagen, die nur in der Monofassung zu hören sind. Eine ungekürzte Stereoversion wurde nie veröffentlicht.